# Herminia marcidilinea
Herminia marcidilinea är en fjärilsart som beskrevs av Augustus Radcliffe Grote 1872. Herminia marcidilinea ingår i släktet Herminia och familjen nattflyn. Inga underarter finns listade i Catalogue of Life.